# Rekovac
Rekovac (in serbo Рековац?) è una città e una municipalità del distretto di Pomoravlje al centro della Serbia centrale.